# Bañado de Soto
Bañado de Soto é uma comuna da província de Córdoba, na Argentina.